# 林松山
林松山（Song-Sun Lin，？—），是一位台灣數學家。現為國立交通大學數學系的榮譽講座教授、數學及自然科學類的國家講座主持人。

## 學術經歷
因受到李政道、楊振寧二位注名華人物理學家的影響，大學聯考以台大物理系為第一志願，但放榜時卻進了台大農工系機械組。後來通過數學系的轉系考試，從農機系轉到數學系。大學畢業後考上台大數學研究所，主修微分方程。修讀完碩士後留在系裡當了一年助教，其後經系上一位澳洲籍教授的介紹，到了英國蘇格蘭愛丁堡的赫瑞瓦特大學修讀博士。在博士學位快修完前，得到台大老師的推薦向交大申請教職，受聘到了交大應用數學系所當任副教授。
- 國立台灣大學 數學系 助教 1974/08 - 1975/07
- 國立交通大學 應用數學系所 副教授 1978/08 - 1982/07
- 國立交通大學 應用數學系所 教授 1982/08 -
- 國立交通大學 應用數學系所 系主任 1982/02 - 1985/07
- 國立交通大學 理學院 院長 1996/08 - 2002/07
- 教育部顧問室 顧問 1998/01 - 2001/12
- 國科會科教處 數學教育學門召集人 2000/01 - 2001/12
- 國科會特約研究人員 2000 - 2003, 2003 - 2006
- 第8屆(2004-2007)國家講座主持人(數學及自然科學類)
- 國立交通大學 應用數學系所 榮譽講座教授 (2004 - 2010)
- 交通大學終身講座教授 (2010 - )
- 第16屆(2013 - 2016)國家講座主持人(數學及自然科學類)[2]

## 研究
自研讀博士學位起即從事非線性偏微分方程的基礎性研究，之後又擴展其研究領域至星球演化理論，胞狀神經網路及動態系統在數論的應用等。

## 榮譽
- 第一次國科會傑出獎 1990 - 1992
- 第二次國科會傑出獎 1992 - 1994
- 第三次國科會傑出獎 1998 - 2000
- 第二屆華人數學家大會榮獲陳省身數學獎 2001
- 第47屆(2004)教育部學術獎

## 外部連結
- 林松山個人網頁 （页面存档备份，存于）
- 國立交通大學應用數學系 師資人員一林松山 （页面存档备份，存于）